# Лени Брус
Ленард Алфред Шнайдер (на английски: Leonard Alfred Schneider), по-известен със сценичното си име Лени Брус, е американски стендъп комик, социален критик и сатирик. Той е известен със своя открит, свободен и критичен стил на комедия, който съдържа сатира, политика, религия, секс и вулгарност. Неговата присъда през 1964 г. по дело за проява на непристойност е последвана от посмъртно помилване през 2003 г.
Брус проправя пътя за комедиантите от ерата на контракултурата. Процесът за непристойност срещу него е ключово дело, касаещо свободата на словото в Съединените щати. През 2017 г. списание „Ролинг Стоун“ го класира на трето място (след Ричард Прайър и Джордж Карлин) в списъка си с 50-те най-добри стендъп комици на всички времена.

## Цитирана литература
- Test, George A. On 'Lenny Bruce without Tears' //  College English 38 (5).   1977. DOI:10.2307/376395. с. 517 – 519.
- Lenny Bruce: Britannica Concise //   Посетен на 2006-03-27.
- Bruce, Lenny – The Columbia Encyclopedia, Sixth Edition. 2001–05 //   Посетен на 2006-03-27.
- Lenny Bruce: A Who2 Profile //   Посетен на 2006-03-27.
- A Genesis Discography //   Посетен на 2012-09-14.